# Рош-га-Нікра (кібуц)
Рош-га-Нікра або Кфар-Рош-га-Нікра (івр. רֹאשׁ הַנִּקְרָה — «голова гроту») — кібуц в північному Ізраїлі. Кібуц розташований на узбережжі Середземного моря біля гроту Рош-га-Нікра та кордону з Ліваном, під юрисдикцією регіональної ради Матех-Ашер. У 2006 році його населення становило 746 мешканців.